# Trolejbusy w Ashton-under-Lyne
Trolejbusy w Ashton-under-Lyne – nieistniejący system trolejbusowy w Ashton-under-Lyne, w dystrykcie metropolitalnym Tameside, w hrabstwie Wielki Manchester, w północno-zachodniej Anglii.

## Historia
System uruchomiono 26 lutego 1925 r. w zastępstwie za zlikwidowany system tramwajowy. Na tle pozostałych systemów trolejbusowych w Wielkiej Brytanii był to system stosunkowo mały, liczący pięć linii i maksymalnie 19 trolejbusów. Trolejbusy w Ashton-under-Lyne przestały kursować z dniem 31 grudnia 1966 r.
Trolejbusy w Ashton-under-Lyne docierały także do Manchesteru.
Do dziś zachowały się dwa trolejbusy z Ashton-under-Lyne. Jeden stacjonuje w Greater Manchester Transport Museum w Cheetham, Manchester, drugi w East Anglia Transport Museum, Carlton Colville, Suffolk.